# Лавандулол
Лавандулол — спирт, относящийся к терпеноидам.

## Свойства
Бесцветная вязкая жидкость с ароматом розы с примесью запаха травы. Растворяется в этаноле, не растворяется в воде.
Химические свойства лавандулола обусловлены наличием двойной связи и первичной спиртовой группы и напоминают свойства гераниола, но в отличие от него лавандулол не образует кристаллического соединения с хлоридом кальция.

## Нахождение в природе
Лавандулол в небольших количествах в виде ацетата содержится в лавандовом и лавандиновом эфирных маслах.

## Способы получения
Лавандулол получают в основном из эфирных масел. Синтетические способы его получения не имеют практического значения.

## Применение
Лавандулол используют как компонент парфюмерных композиций.